# Dub hvězdovitý
Dub hvězdovitý (Quercus stellata) je opadavý strom dorůstající výšky okolo 20 metrů. Pochází z jihovýchodu USA a v Česku je vzácně pěstován jako parková a sbírková dřevina. Je nápadný tvarem listů, které mají laloky ve tvaru kříže.

## Popis
Dub hvězdovitý je opadavý strom dorůstající výšky 20, výjimečně až 30 metrů. Koruna je široce rozložitá, v horní části nepravidelně protáhle polokulovitá. Borka je šupinovitá, světle šedá. Letorosty jsou oranžové až červenohnědé, 3 až 5 mm tlusté, hustě hvězdovitě chlupaté. Koncové pupeny jsou červenohnědé, vejcovité, až 4 mm dlouhé, řídce chlupaté. Listy jsou obvejčité až úzce obvejčité, eliptické nebo trojúhelníkovité, tuhé, kožovité, s 4 až 15 cm dlouhou a 2 až 10 cm širokou čepelí, na bázi zaokrouhlené až srdčité, řidčeji klínovité, na vrcholu zaokrouhlené, na okraji mělce až hluboce laločnaté. Prostřední 2 laloky jsou největší a v nápadně pravém úhlu ke hlavní žilce. Žilnatina je tvořena 3 až 5 páry postranních žilek. Listy jsou na líci matné až lesklé, tmavě nebo nažloutle zelené, řídce hvězdovitě chlupaté a často na omak drsné, na rubu žlutavě zelené s nahloučenými žlutavými žláznatými chlupy a roztroušenými drobnými hvězdovitými chlupy. Řapíky jsou 3 až 15, výjimečně až 30 mm dlouhé. Žaludy jsou po 1 až 3, přisedlé nebo krátce stopkaté, světle hnědé, vejcovité až kulovité, 10 až 20 mm dlouhé a 8 až 12 mm široké, do 1/4 až 2/3 kryté hluboce miskovitou jemně šedavě chlupatou číškou.

## Rozšíření
Dub hvězdovitý se vyskytuje ve východních a jihovýchodních oblastech USA. Roste zejména v opadavých listnatých lesích na suchých stanovištích, na písčitých nebo jílovitých svazích a hřbetech, na prériích a ve vápencových horách v nadmořských výškách do 750 metrů.
Stromy zejména ve východní části areálu mají listy nápadně křížového tvaru, podle nichž je možné tento dub snadno identifikovat. V některých oblastech však vytváří přechodné formy morfologicky se překrývající s dubem marylandským (Quercus marilandica) a s dubem Quercus margaretta. V oblastech společného výskytu se kříží s jinými duby ze sekce Quercus, zejména s dubem marylandským (Quercus marilandica), dubem bílým (Q. alba), dubem lyrovitým (Q. lyrata), dubem křovitým (Q. prinoides) a s druhy Q. margaretta, Q. sinuata a Q. montana.

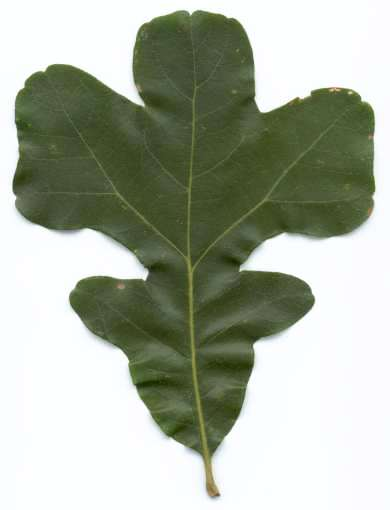
List dubu hvězdovitého
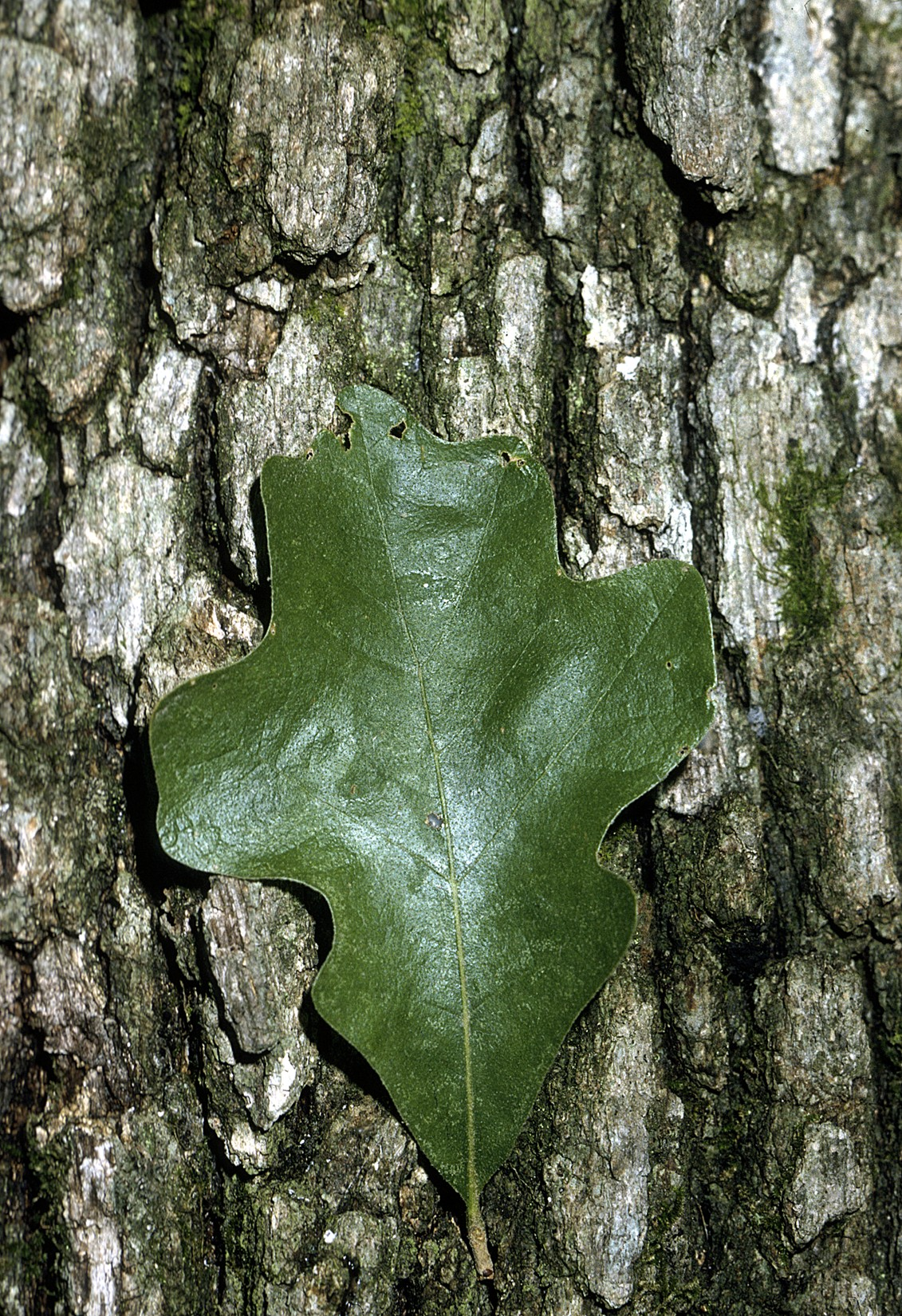
List dubu hvězdovitého

## Význam
Severoameričtí indiáni používali dub hvězdovitý podobně jako i jiné duby při ošetřování chronické úplavice, aftů, chrapotu, jako antiseptikum a na umývání při horečkách a nachlazení.
V Česku je dub hvězdovitý zřídka pěstován jako parková a sbírková dřevina. Je uváděn z Dendrologické zahrady v Průhonicích
a ze sbírek Pražské botanické zahrady v Tróji. Byl zaveden do Evropy v roce 1819.